# Shō Murata
Shō Murata (japanisch 村田 翔 Murata Shō; * 2. April 1987 in der Präfektur Tokio) ist ein japanischer Fußballspieler.

## Karriere
Murata erlernte das Fußballspielen in der Universitätsmannschaft der Chūō-Universität. Seinen ersten Vertrag unterschrieb er 2010 bei Mito HollyHock. Der Verein spielte in der zweithöchsten Liga des Landes, der J2 League. Für den Verein absolvierte er 74 Ligaspiele. 2013 wechselte er zu Briobecca Urayasu. 2017 wechselte er zum Zweitligisten Thespakusatsu Gunma. Für den Verein absolvierte er zwei Ligaspiele. 2018 wechselte er zu Tochigi Uva FC. 2019 wechselte er zu Briobecca Urayasu.